# Wightmanite
La wightmanite è un minerale.